# سینمای شیلی
سینمای شیلی به بدنه سینمایی و فیلم‌های تولید شده در آن کشور اشاره دارد. به‌طور مشخص اولین فیلم کوتاه تولید شده در شیلی در سال ۱۹۰۲ و اولین فیلم بلند تولید شده در این کشور محصول ۱۹۱۰ است که البته از هیچ‌کدام اثری باقی نمانده‌است. قدیمی‌ترین فیلم موجود در شیلی سواره نظام مرگ به مدت ۶۵ دقیقه ساخته پدرو سی‌نا است. این فیلم در ۲۴ نوامبر ۱۹۲۵ در سانتیاگو به نمایش درآمد. آخرین فیلم صامت سینمای شیلی نیز گشت‌های پیشرفته (۱۹۳۱) نام دارد.

## دهه ۶۰ تا ۹۰
در ۲ دهه ۴۰ و ۵۰ بدنه سینمای شیلی تلاشی نافرجام برای تولید و ساخت فیلم هنری داشت که این مهم به سبب سانسور شدید مرتبط با حکومت دیکتاتوری کمتر با موفقیت همراه بود. با این همه معدود فیلم‌هایی مانند الماس ماهاراجا در گیشه موفق ظاهر شدند.
در اواخر دهه ۶۰ نسل جدید سینمای شیلی با چندین فیلم موفق از جمله سه ببر غمگین (۱۹۶۸) ساخته رائول روئیز، شغال ناهوئلتورو (۱۹۶۹) ساخته میگل لیتین کوکومیده و والپارایسو عشق من (۱۹۶۹) ساخته آلدو فرانسیا شتاب خوبی گرفت اما با کودتای ۱۹۷۳ شیلی دوباره بدنه سینمایی این کشور به محاق فروکرد و تولید فیلم بسیار محدود شد.
بدنه‌ای که در دهه ۶۰ رشد کرده بود و در جشنواره‌های اروپایی به سینمای جهان معرفی شده بودند یا به تبعید خودخواسته تن دادند یا اینکه عملاً کاری برای انجام در سینما نداشتند. با پایان دیکتاتوری نظامی شیلی در ۱۹۹۰ مجدداً تولید فیلم‌های هنری سریعاً سر و شکل گرفت. جانی ۱۰۰ پزویی (۱۹۹۳) ساخته گوستاوو گریف مارینو به عنوان نماینده سینمای شیلی به شصت و ششمین دوره جوایز اسکار معرفی شد که جز نامزدها قرار نگرفت.

## سینمای مدرن
از آغاز هزاره سوم سینمای شیلی دارای اعتبار جهانی شده‌است. چندین فیلم موفق مانند تیزر احساسی (۱۹۹۹) ساخته کریستین گالاز، سکس با عشق (۲۰۰۳) ساخته بوریس کوئرشیا و ماچوکا (۲۰۰۴) ساخته آندرس وود در گیشه نیز رونق سینمای شیلی را نوید دادند.
در دهه اخیر ۳ اتفاق مهم به لحاظ جهانی برای سینمای شیلی رخ داد. فیلم نه (۲۰۱۲) ساخته پابلو لارائین در هشتاد و پنجمین دوره جوایز اسکار در در بین نامزدهای دریافت جایزه اسکار بهترین فیلم بین‌المللی قرار گرفت.
پنج سال بعد یک زن شگفت‌انگیز (۲۰۱۷) ساخته سباستین للیو در نودمین دوره جوایز اسکار به جایزه اسکار بهترین فیلم بین‌المللی رسید.
در سینمای پویانمایی نیز سینمای شیلی در این دهه سر به عرش سائید. داستان خرس (۲۰۱۵) به کارگردانی گابریل اوساریو وارگاس و فیلمنامه‌نویسی دانیل کاسترو در هشتاد و هشتمین دوره جوایز اسکار برنده جایزه اسکار بهترین انیمیشن شد.
از بدنه سینمایی بازیگران شیلیایی نام‌هایی مانند دانیلا وگا، ماریانا دردریان، پائولینا گارسیا، لئونور وارلا، لورنزا ایزو، والنتینا وارگاس، بنخامین بیکونیا، پدرو پاسکال، آنتونیو پریتو، مارکو زارورسانتیاگو کاباررا، کریستیان د لا فوئنته، آلفردو کاسترو و لوییس گنکو قابل اشاره هستند.
از کارگردانان این کشور نیز از افرادی مانند آلخاندرو آمنابار، گابریل اوساریو وارگاس، پابلو لارائین، آلخاندرو خودوروفسکی، خوزه بوهر، رائول روئیز، سباستین للیو، لوئیس سپولودا، پاتریسیو گوسمان و میگل لیتین می‌توان نام برد.

## فیلم‌هایی که تمام یا قسمتی از آن در شیلی فیلم‌برداری شده‌است

انیمیشن برنده اسکار داستان خرس (۲۰۱۵)

- انیمیشن برنده اسکار داستان خرس (۲۰۱۵)حکومت نظامی (۱۹۷۲)

یک زن شگفت‌انگیز (۲۰۱۷) برنده جایزه اسکار بهترین فیلم خارجی زبان

- سرزمین موعود (۱۹۷۳)
- نامه‌هایی از ماروسیا (۱۹۷۶)
- گم‌شده (۱۹۸۲)
- جزیره گنج (۱۹۸۵)
- فریاد سنگ (۱۹۹۱)
- زنده (۱۹۹۳)
- عشق و سایه‌ها (۱۹۹۴)
- مرگ و دوشیزه (۱۹۹۴)
- راپا نوئی (۱۹۹۴)
- تیرا دل فوئگو (۲۰۰۰)
- بچه‌های جاسوس (۲۰۰۱)
- خاطرات موتورسیکلت (۲۰۰۴)
- ذره‌ای آرامش (۲۰۰۸)
- ۳۳ (۲۰۱۰)
- دلتنگی برای نور (۲۰۱۰)
- اولیس (۲۰۱۱)
- یک زن شگفت‌انگیز (۲۰۱۷) برنده جایزه اسکار بهترین فیلم خارجی زبانتابستان (۲۰۱۱)
- نه (۲۰۱۲)
- پس‌لرزه (۲۰۱۲)
- رقص واقعیت (۲۰۱۳)
- گلوریا (۲۰۱۳)
- جهنم سبز (۲۰۱۳)
- تق تق (۲۰۱۵)
- باشگاه (۲۰۱۵)
- داستان خرس (۲۰۱۵)
- کلنیا (۲۰۱۵)
- دکمه صدفی (۲۰۱۵)
- نرودا (۲۰۱۶)
- شعر بی‌پایان (۲۰۱۶)
- عروس بیابان (۲۰۱۷)
- یک زن شگفت‌انگیز (۲۰۱۷)
- ترسو (۲۰۱۷)
- گلوریا بل (۲۰۱۸)

## آمار و ارقام
در حال حاضر در شیلی ۳۴۷ سالن سینمای مدرن و فعال وجود دارد. تولید سرانه سالیانه فیلم نیز ۱۳ فیلم بلند و ۱۰ فیلم مستند است. جمعیت سینماروی این کشور نیز سالیانه ۲۲ میلیون نفر برآورد شده‌است.